# Cyclolepis
Cyclolepis, monotipski rod glavočika smješten u tribus Gochnatieae, dio potporodice Gochnatioideae. Jedina vrsta je je grm C. genistoides iz Argentine i Paragvaja.

## Sinonimi
- Gochnatia genistoides Hook. & Arn.